# Simone Bailly
Simone Bailly est une actrice canadienne spécialisée dans les séries télévisées.

## Filmographie
- 2001 : The Outer Limits (série télévisée)
- 2001 : Last Wedding
- 2002 : Apparitions (téléfilm) : Amy Condrin
- 2002 : Hotel Illness (court-métrage) : The Hooker
- 2002 : I Spy : Vegas Showgirl
- 2003 : The Delicate Art of Parking : Denise
- 2004 : Da Vinci's Inquest (série télévisée)
- 2005 : Saving Milly (téléfilm) : l'assistante de production
- 2005 : 14 Hours (téléfilm) : Phoebe
- 2005 : Young Blades (série télévisée) : Solange
- 2005 : Godiva's (série télévisée) : Loretta
- 2005 : Drive (court-métrage) : Michelle
- 2005 : InConvenience (court-métrage) : Floosey
- 2005 : Seeking Fear : Stripper
- 2005 : Need for Speed: Most Wanted (jeu vidéo) : la femme officier
- 2005 : Intelligence (téléfilm) : Kallie
- 2005 : Killer Instinct (série télévisée) : Dr Maria Rodriguez
- 2006 : Surviving Disaster (série télévisée) : la seconde journaliste
- 2003-2006 : Stargate SG-1 (série télévisée) : Ka'lel
- 2005-2006 : Da Vinci's City Hall (série télévisée) : Jan Ferris
- 2006 : Swimming Lessons (court-métrage) : la sirène
- 2007 : Conspiracy (série télévisée) : Jessie Cross
- 2007 : Smallville (série télévisée) : Star
- 2007 : Good Luck Chuck : Matthew / Megan
- 2007 : The Bar (court-métrage) : Adeline
- 2007-2008 : The L Word (série télévisée) : Grace
- 2008 : Robson Arms (série télévisée) : Gennifer
- 2008 : The Assistants (série télévisée)
- 2009 : Exes & Ohs (série télévisée) : l'épouse
- 2009 : Battlestar Galactica (série télévisée) : Shona
- 2011 : Jesus Chris (court-métrage) : Justine
- 2011 : Bong of the Dead (vidéo) : Leah
- 2011 : Marilyn : la serveuse